# Georges de Caunes
Louis-Georges-Gustave de Caunes foi um jornalista francês nascido em 26 de Abril de 1919 em Toulouse (Haute-Garonne), e falecido e 28 de Junho de 2004. Filho de um jurista Gustave de Caunes e Marie Cazal. Era Oficial da Ordem do Mérito e Cavaleiro da Legião da Honra. Após seu desaparecimento, foram feitas diversas homenagens como a nomeação de ruas e avenidas com seu nome. Prêmios literários à autores de aventuras como o Prêmio Georges de Caunes no festival do livro em La Rochelle. Depois de 4 anos o Festival Georges de Caunes, Aventura Humana e Esportiva celebrado em Vallauris (conhecido anteriormente de FIDLAS, Festival Internacional do Filme da Aventura Esportiva).